# وزارة العمل والشؤون الاجتماعية (إيران)
وزارة العمل والشؤون الاجتماعية في إيران (بالفارسية: وزارت کار و امور اجتماعی)، هي الجهاز الرئيسي للحكومة الإيرانية المسؤول عن تنظيم وتنفيذ السياسات المطبقة على العمل والشؤون الاجتماعية .

## روابط خارجية
- الموقع الرسمي